# Circoscrizione Lombardia 4
La circoscrizione Lombardia 4 è una circoscrizione elettorale italiana per l'elezione della Camera dei deputati.

## Storia e territorio
La circoscrizione è stata istituita dalla legge Rosato (legge 3 novembre 2017, n. 165).
Il territorio della circoscrizione comprende le 4 intere province di Cremona, Lodi, Mantova e Pavia (già comprese nella previgente circoscrizione Lombardia 3), 11 comuni della città metropolitana di Milano (già compresi nella circoscrizione Lombardia 1) e 10 comuni della provincia di Brescia (già compresi nella previgente circoscrizione Lombardia 2).

## Dal 2017

### Collegi elettorali

#### Dal 2017 al 2020
Alla circoscrizione sono attribuiti 17 seggi: 6 sono attribuiti mediante sistema maggioritario in collegi uninominali; 11 mediante sistema proporzionale, all'interno di due collegi plurinominali.
| Collegi plurinominali | Collegi plurinominali | Collegi uninominali                          |
| --------------------- | --------------------- | -------------------------------------------- |
|                       | Lombardia 4 - 01      | - 01 - Vigevano - 02 - Pavia - 03 - Lodi     |
|                       | Lombardia 4 - 02      | - 04 - Cremona - 05 - Suzzara - 06 - Mantova |

#### Dal 2020
In seguito alla riforma costituzionale del 2020 in tema di riduzione del numero dei parlamentari, alla circoscrizione sono attribuiti 11 seggi: 4 sono assegnati mediante sistema maggioritario, in altrettanti collegi uninominali; 7 mediante sistema proporzionale, all'interno di un unico collegio plurinominale.
| Collegi plurinominali | Collegi plurinominali | Collegi uninominali                                    |
| --------------------- | --------------------- | ------------------------------------------------------ |
|                       | Lombardia 4 - 01      | - 01 - Pavia - 02 - Lodi - 03 - Cremona - 04 - Mantova |

### XVIII legislatura

#### Risultati elettorali
|                            | Lega                                        | 259 396   | 28,31 | 3  | 435 445 | 47,52 | 6 |  |  |
|                            | Forza Italia                                | 133 442   | 14,56 | 2  | 435 445 | 47,52 | 6 |  |  |
|                            | Fratelli d'Italia                           | 36 236    | 3,95  | –  | 435 445 | 47,52 | 6 |  |  |
|                            | Noi con l'Italia – UDC                      | 6 371     | 0,70  | –  | 435 445 | 47,52 | 6 |  |  |
|                            | Partito Democratico                         | 187 895   | 20,50 | 3  | 215 770 | 23,55 | – |  |  |
|                            | +Europa                                     | 21 051    | 2,30  | –  | 215 770 | 23,55 | – |  |  |
|                            | Italia Europa Insieme                       | 3 750     | 0,41  | –  | 215 770 | 23,55 | – |  |  |
|                            | Civica Popolare                             | 3 074     | 0,34  | –  | 215 770 | 23,55 | – |  |  |
|                            | Movimento 5 Stelle                          | 207 831   | 22,68 | 3  | 207 831 | 22,68 | – |  |  |
|                            | Liberi e Uguali                             | 24 055    | 2,62  | –  | 24 055  | 2,62  | – |  |  |
|                            | CasaPound                                   | 12 595    | 1,37  | –  | 12 595  | 1,37  | – |  |  |
|                            | Potere al Popolo!                           | 7 503     | 0,82  | –  | 7 503   | 0,82  | – |  |  |
|                            | Il Popolo della Famiglia                    | 5 288     | 0,58  | –  | 5 288   | 0,58  | – |  |  |
|                            | Italia agli Italiani (FN - FT)              | 3 494     | 0,38  | –  | 3 494   | 0,38  | – |  |  |
|                            | Per una Sinistra Rivoluzionaria (SCR - PCL) | 2 449     | 0,27  | –  | 2 449   | 0,27  | – |  |  |
|                            | 10 Volte Meglio                             | 1 033     | 0,11  | –  | 1 033   | 0,11  | – |  |  |
|                            | Partito Repubblicano Italiano – ALA         | 940       | 0,10  | –  | 940     | 0,10  | – |  |  |
| Totale                     | Totale                                      | 916 403   | 100   | 11 | 916 403 | 100   | 6 |  |  |
|                            |                                             |           |       |    |         |       |   |  |  |
| Schede bianche             | Schede bianche                              | 13 074    | 1,38  |    |         |       |   |  |  |
| Schede nulle               | Schede nulle                                | 16 042    | 1,70  |    |         |       |   |  |  |
| Votanti                    | Votanti                                     | 945 519   | 75,34 |    |         |       |   |  |  |
| Elettori                   | Elettori                                    | 1 255 047 |       |    |         |       |   |  |  |
|                            |                                             |           |       |    |         |       |   |  |  |
| Fonte: Camera dei deputati |                                             |           |       |    |         |       |   |  |  |

#### Eletti

##### Eletti nei collegi uninominali
Eletti nella coalizione di centro-destra (Lega - FI - FdI - NcI-UDC)
| Collegio uninominale | Eletto | Eletto                    | Partito |
| -------------------- | ------ | ------------------------- | ------- |
| 1. Vigevano          |        | Elena Lucchini            | Lega    |
| 2. Pavia             |        | Alessandro Cattaneo       | FI      |
| 3. Lodi              |        | Claudio Pedrazzini        | FI      |
| 4. Cremona           |        | Silvana Andreina Comaroli | Lega    |
| 5. Suzzara           |        | Raffaele Volpi            | Lega    |
| 6. Mantova           |        | Andrea Dara               | Lega    |

1. ↑  In data 09.09.2019 aderisce al gruppo misto, non iscritti; in data 11.09.2019 alla componente «Cambiamo! - 10 Volte Meglio»; in data 17.12.2019 torna nei non iscritti; in data 18.12.2019 aderisce alla componente «Noi con l'Italia-USEI-Cambiamo!-Alleanza di Centro»; in data 16.02.2021 alla componente «Cambiamo!-Popolo Protagonista»; in data 27.05.2021 al gruppo Coraggio Italia; in data 01.12.2021 torna nel gruppo misto, non iscritti; in data 11.03.2022 aderisce alla componente «Azione-+Europa-Radicali Italiani».

##### Eletti nei collegi plurinominali
| Collegio plurinominale | Lega                             | M5S                                   | Partito Democratico                  | Forza Italia                |
| ---------------------- | -------------------------------- | ------------------------------------- | ------------------------------------ | --------------------------- |
| Collegio plurinominale |                                  |                                       |                                      |                             |
| Lombardia 4 - 01       | - Guido Guidesi - Marco Maggioni | - Iolanda Nanni - Cristian Romaniello | - Lorenzo Guerini - Matteo Colaninno | - Matteo Perego di Cremnago |
| Lombardia 4 - 02       | - Claudia Gobbato                | - Alberto Zolezzi                     | - Luciano Pizzetti                   | - Anna Lisa Baroni          |

1. ↑  Dimissionario in data 17.02.2021; subentra Matteo Micheli.
2. ↑  Deceduta in data 27.08.2018; subentra Valentina Barzotti l'11 settembre 2018.
3. ↑  In data 02.03.2021 aderisce al gruppo misto, non iscritti; in data 10.02.2022 alla componente «Europa Verde - Verdi Europei».
4. ↑  In data 19.09.2019 aderisce a Italia Viva - Italia C'è.
5. ↑  In data 25.07.2022 aderisce al gruppo misto, non iscritti.

### XIX legislatura

#### Risultati elettorali
|                               | Fratelli d'Italia                                       | 250 829   | 30,69 | 2 | 439 791 | 53,81 | 4 |  |  |
|                               | Lega per Salvini Premier                                | 112 846   | 13,81 | 1 | 439 791 | 53,81 | 4 |  |  |
|                               | Forza Italia                                            | 69 273    | 8,47  | 1 | 439 791 | 53,81 | 4 |  |  |
|                               | Noi Moderati                                            | 6 843     | 0,84  | – | 439 791 | 53,81 | 4 |  |  |
|                               | Partito Democratico - Italia Democratica e Progressista | 156 923   | 19,20 | 2 | 206 504 | 25,27 | – |  |  |
|                               | Alleanza Verdi e Sinistra                               | 23 557    | 2,88  | – | 206 504 | 25,27 | – |  |  |
|                               | +Europa                                                 | 22 418    | 2,74  | – | 206 504 | 25,27 | – |  |  |
|                               | Impegno Civico – Centro Democratico                     | 3 606     | 0,44  | – | 206 504 | 25,27 | – |  |  |
|                               | Azione - Italia Viva                                    | 65 855    | 8,06  | 1 | 65 855  | 8,06  | – |  |  |
|                               | Movimento 5 Stelle                                      | 62 166    | 7,61  | – | 62 166  | 7,61  | – |  |  |
|                               | Italexit                                                | 16 709    | 2,04  | – | 16 709  | 2,04  | – |  |  |
|                               | Unione Popolare                                         | 8 863     | 1,08  | – | 8 863   | 1,08  | – |  |  |
|                               | Italia Sovrana e Popolare                               | 8 548     | 1,05  | – | 8 548   | 1,05  | – |  |  |
|                               | Vita                                                    | 5 274     | 0,65  | – | 5 274   | 0,65  | – |  |  |
|                               | Alternativa per l'Italia (PdF - Exit)                   | 2 132     | 0,26  | – | 2 132   | 0,26  | – |  |  |
|                               | Free                                                    | 829       | 0,10  | – | 829     | 0,10  | – |  |  |
|                               | Noi di Centro – Europeisti                              | 678       | 0,08  | – | 678     | 0,08  | – |  |  |
| Totale                        | Totale                                                  | 817 389   | 100   | 7 | 817 349 | 100   | 4 |  |  |
|                               |                                                         |           |       |   |         |       |   |  |  |
| Schede bianche                | Schede bianche                                          | 12 952    | 1,52  |   |         |       |   |  |  |
| Schede nulle                  | Schede nulle                                            | 22 362    | 2,62  |   |         |       |   |  |  |
| Votanti                       | Votanti                                                 | 852 663   | 69,21 |   |         |       |   |  |  |
| Elettori                      | Elettori                                                | 1 231 915 |       |   |         |       |   |  |  |
|                               |                                                         |           |       |   |         |       |   |  |  |
| Data: 25 settembre 2022       |                                                         |           |       |   |         |       |   |  |  |
| Fonte: Ministero dell'interno |                                                         |           |       |   |         |       |   |  |  |

#### Eletti

##### Eletti nei collegi uninominali
Eletti nella coalizione di coalizione di centro-destra (FdI - LSP - FI - NM)
| Collegio uninominale | Eletto | Eletto              | Partito |
| -------------------- | ------ | ------------------- | ------- |
| 01 - Pavia           |        | Alessandro Cattaneo | FI      |
| 02 - Lodi            |        | Fabio Raimondo      | FdI     |
| 03 - Cremona         |        | Silvana Comaroli    | LSP     |
| 04 - Mantova         |        | Andrea Dara         | LSP     |

##### Eletti nei collegi plurinominali
| Collegio plurinominale | Fratelli d'Italia                    | Partito Democratico-IDP                 | Lega per Salvini Premier | Forza Italia    | Azione - Italia Viva | Movimento 5 Stelle   |
| ---------------------- | ------------------------------------ | --------------------------------------- | ------------------------ | --------------- | -------------------- | -------------------- |
| Collegio plurinominale |                                      |                                         |                          |                 |                      |                      |
| Lombardia 4 - 01       | - Paola Maria Chiesa - Carlo Maccari | - Antonella Forattini - Lorenzo Guerini | - Luca Toccalini         | - Andrea Orsini | - Mauro Del Barba    | - Valentina Barzotti |

1. ↑  Per insufficienza di candidati nel collegio plurinominale Campania 1 - 02, uno dei seggi viene assegnato all'interno dei collegio plurinominale Lombardia 4 - 01